# A Doutrina Secreta
A Doutrina Secreta, Síntese da Ciência, Religião e Filosofia (título original: The Secret Doctrine, The Synthesis of Science, Religion, and Philosophy) é uma das principais obras de Helena Petrovna Blavatsky, publicada originalmente em dois volumes, em 1888. O volume I é dedicado à cosmogênese, e é basicamente composto sobre estudos relativos à evolução do universo, enquanto o volume II é dedicado à antropogênese, a origem e evolução da humanidade. Os dois volumes apresentam um resumo das ideias da Teosofia, movimento que Blavatsky ajudou a fundar. Um terceiro volume foi publicado pela Sociedade Teosófica após o falecimento de Blavatsky. Ele é composto de uma coletânea de vários artigos de Blavatsky.
O livro foi criticado por promover conceitos pseudocientíficos e por transplantá-los de outros sistemas.

## Edição em português
Em português, a obra teve sua primeira edição em 1973, e foi publicada pela Editora Pensamento (Brasil) em seis volumes, com tradução de Raymundo Mendes Sobral. Os títulos dos seis volumes da edição em português são:
- Volume I - Cosmogênese
- Volume II - Simbolismo Arcaico Universal
- Volume III - Antropogênese
- Volume IV - O Simbolismo Arcaico das Religiões do Mundo e da Ciência
- Volume V - Ciência, Religião e Filosofia
- Volume VI - Objeto dos Mistérios e Prática da Filosofia Oculta

Os volumes I e II correspondem ao primeiro volume da edição original em inglês e os Volumes III e IV correspondem ao segundo volume da edição original. Os Volumes V e VI correspondem ao volume póstumo publicado pela Sociedade Teosófica.

## Como a obra foi escrita
Blavatsky alegava que não era a autora do livro, mas que este teria sido escrito pelos Mahatmas, a exemplo de Djwal Khull, Kut Humi e Morya, utilizando o seu corpo físico, em um processo denominado Tulku, que, segundo a autora, não era um processo mediúnico.
Em janeiro de 1884 foi publicado no "The Theosophist" (periódico oficial da Sociedade Teosófica) a notícia de que Blavatsky iria escrever uma obra que ampliaria as informações contidas em sua grande obra anterior, Ísis Sem Véu. O trabalho de escrita foi desenvolvido entre os anos de 1884 e 1885. No início de 1886, em carta a Alfred Sinnett, Blavatsky dizia que a obra seria ampliada em relação ao plano inicial, o que implicou a reescrita de alguns dos seus capítulos.
Em setembro de 1886, remeteu da Europa para a Índia o que seria o volume I, mas resolveu reescrevê-lo logo em seguida, com acréscimos e alterações.
Na primavera de 1887, passou a residir em Londres, onde concluiu a obra, que foi publicada simultaneamente em Londres e Nova Iorque, no final do mês de outubro de 1888. As palavras finais de Blavatsky sobre a obra foram: esta obra é dedicada a todos os verdadeiros teosofistas.

## Influências
Blavatsky alegava que a obra era baseada em pergaminhos antigos (as Estâncias de Dzyan), a que teria tido acesso e estudado. Segundo Blavatsky, as "Estâncias de Dzyan" seriam um manuscrito arcaico, escrito em uma coleção de folhas de palma, resistentes à água, ao fogo e ao ar, devido a um processo de fabricação desconhecido, e que conteriam registros de toda a evolução da humanidade, em uma língua desconhecida pelos filólogos denominada Senzar. Foram feitas várias tentativas, sem sucesso, de descobrir este manuscrito, durante o século XX. Assim, permanece sem resposta se estes manuscritos realmente existiram ou não.
As "Estâncias de Dzyan", segundo Blavatsky, estão relacionadas com o "Livro dos Preceitos de Ouro" e com os "livros de Kiu-te", que são uma série de tratados do budismo esotérico.
Outros textos usados como referência por Blavatsky são os Livros Mosaicos, os textos sagrados hindus (como os Vedas, Brâmanas, Upanixades, e Puranas) e arianos (como o Vendidade), e a cabala caldeia e judaica. Blavatsky também foi influenciada pela mitologia antiga.
Para Blavatsky, existiu uma Religião-Verdade, que é a raiz de todas as religiões e mitos da humanidade.

## Três preposições fundamentais
Sobre as três proposições fundamentais Blavatsky afirma:
Antes de entrar o leitor no conhecimento das Estâncias do Livro de Dzyan, que formam a base da presente obra, é absolutamente necessário que apreenda alguns conceitos fundamentais que informam e interpenetram todo o sistema de pensamento para o qual sua atenção vai ser dirigida. Estas idéias fundamentais são poucas em número, mas de sua clara percepção depende a inteligência de tudo o que se segue...
A Doutrina Secreta apresenta três proposições fundamentais:
- A existência de um Princípio Onipresente (Causa Infinita, Absoluto ou Raiz Sem Raiz), eterno, sem limites, imutável e incognoscível;[5]
- A eternidade do universo, que passa por ciclos de atividade e inatividade que se repetem em sucessão sem início nem fim;[6]
- A identidade de todas as almas com a alma universal, sendo esta última um aspecto da raiz desconhecida.[7]

## Resumo da obra

### Cosmogênese
A cosmogênese descreve a origem do cosmo, e de tudo que existe nele, a partir do Princípio Uno, e a sua posterior evolução.
Segundo Blavatsky, o Princípio Uno (a Deidade Una ou Absoluto) é idêntico ao conceito de Parabrahman dos vedantinos (assim como esta palavra, muitas expressões no livro aparecem escritas em sânscrito) e ao Ain Soph dos cabalistas. A Deidade Una é, ao mesmo tempo, Existência Absoluta e Não-Existência Absoluta. A única percepção que nossa limitada consciência pode ter do Princípio Uno é entendê-lo como sendo o Espaço Absoluto Abstrato.
Importante observar que, para Blavatsky, este Princípio Uno não é o Deus criador das religiões monoteístas, pois sendo Absoluto e Não-Manifestado não pode criar. De acordo com o livro, o Deus "criador" é um coletivo de seres intra-cósmicos, emanados do Princípio Uno, que trabalhou sobre a matéria, ordenando-a. Blavatsky chama os seres divinos desta hierarquia de Dhyan-Chohans. Segundo ela, estes seres são chamados no livro do Gênesis e na cabala judaica de Elohim.
Segundo a autora, a existência e evolução do Universo e dos planetas é uma alternância de períodos de atividade e inatividade, que ela chama de "Dias e Noites de Brahman".
No livro, a cosmogênese é descrita iniciando com a emanação de um Princípio da Deidade Una. Este Princípio, que Blavatsky chama de Brahman, diferencia-se em duas Forças opostas, Masculino-Feminino, Positivo-Negativo, que ela chama de Brahmâ. Esta Potência é a força "criadora" que, no início de um período de atividade (chamado por Blavatsky de manvantárico), acorda o universo e inicia um novo ciclo.
Segundo a cosmogênese apresentada no livro, dois elementos inseparáveis formam o universo: a Ideação Cósmica e a Substância Primordial (chamada por Blavatsky de Mulaprakriti e, segundo ela, referenciada no livro do Gênesis como sendo o "Caos primordial"). Uma, positiva e ativa, a outra, negativa e passiva. A ideação pré-cósmica é a raiz de toda a consciência individual, e a substância pré-cósmica é o substrato da matéria em seus vários graus de manifestação.
Esta cosmogênese é descrita por Blavatsky como uma "fertilização imaculada" da natureza primordial pelo Espírito Universal. Ela descreve geometricamente isto por meio de um ponto inscrito em um círculo (formando, segundo ela, a década pitagórica, o ponto representando o "1" e o círculo o "0"), e diz que "O Uno é um círculo não interrompido (anel) e sem circunferência, porque não está em parte alguma e está em toda a parte; o Uno é o plano sem limites do círculo, que manifesta um diâmetro somente durante os períodos manvantáricos; o Uno é o ponto indivisível, que não está situado em parte alguma, e percebido em toda parte durante aqueles períodos." (A Doutrina Secreta).
Uma força importante na formação do universo é Fohat, o "incessante poder formador e destruidor". Durante um período de inatividade do universo, no imanifestado antes da formação do cosmos objetivo, Fohat permanece latente e coeterno com Parabrahman e Mulaprakriti. Ele é o aglutinador de ambos, que liga e separa, sendo assim o desejo criador. No período de atividade, de manifestação do universo, Fohat torna-se o raio divino da criação que aplica a Ideação Cósmica no seio da Substância Primordial.

### Ciclos e suas durações
No esquema apresentado no livro, toda a história da existência e evolução do universo e dos planetas desenvolve-se em ciclos ou períodos de tempo. Existem períodos de atividade e inatividade, chamados de Manvantaras e Pralayas, ou "Dias e Noites de Brahman". Os Manvantaras também são chamados de Kalpas.
Um período de 360 Dias e Noites de Brahman forma um "Ano de Brahman". Finalmente, 100 "Anos de Brahman" formam uma "Vida de Brahman", também chamada de Mahamanvantara (ou Mahâ Kalpa). A cada Mahamanvantara segue-se um período de igual duração em que o universo "dorme" até ser despertado no início de um novo ciclo. Este período de inatividade é chamado de Mahapralaya. Segundo o computo dos Brâmanes, um Mahamanvantara dura cerca de {\displaystyle 311.040.000.000.000} de anos.

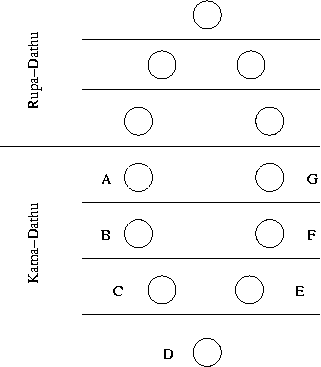
Cadeia planetária

Segundo "A Doutrina Secreta", todo corpo cósmico (planeta, estrela, cometa, etc.), é uma entidade formada por uma estrutura interna invisível e uma estrutura externa, frequentemente visível, chamada veículo físico ou corpo. Estes elementos, em número de sete (doze, se incluirmos os planos não manifestados, Rupa-Dathu), são os princípios da entidade, que Blavatsky chama de Globos. A evolução em um corpo cósmico processa-se desde o primeiro Globo (Globo A), mais etéreo, descendo até o quarto Globo (Globo D), o mais denso de todos, e daí subindo até o sétimo (Globo G), novamente etéreo. Este ciclo que percorre os sete Globos é chamado de cadeia planetária.
A evolução da cadeia planetária é composta por períodos chamados de Rondas. Quando um Globo passa por sete Raças-raiz diz-se que ocorreu uma Ronda de Globo. Quando a evolução passa por todos os sete Globos (ou doze se incluirmos os Globos localizados em planos não manifestados) de uma cadeia planetária, diz-se que ocorreu uma Ronda planetária. Segundo Blavatsky, sete Rondas planetárias formam um Kalpa (ou Manvantara).
O livro ainda apresenta ciclos menores chamados de Yugas, que se sucedem na ordem: Krita Yuga; Tetrâ Yuga; Dvâpara Yuga; e Kali Yuga.
Um resumo dos diversos ciclos apresentados em "A Doutrina Secreta" foi publicado no "The Theosophist" em novembro de 1885 (e reproduzido no livro), e é mostrado na seguinte tabela:
| | Anos mortais                        |
| --- | ----------------------------------- |
| 360 dias mortais fazem | {\displaystyle 1}                   |
| O Krita Yuga contém | {\displaystyle 1.728.000}           |
| O Tetrâ Yuga | {\displaystyle 1.296.000}           |
| O Dvâpara Yuga | {\displaystyle 864.000}             |
| O Kali Yuga | {\displaystyle 432.000}             |
| A soma destes 4 Yugas constitui um Mahâ Yuga, com                                                                             | {\displaystyle 4.320.000}           |
| Setenta e um Mahâ Yugas formam o período do reinado de um Manu                                                                | {\displaystyle 306.720.000}         |
| Os reinados de quatorze Manus compreendem a duração de 994 Mahâ Yugas, ou                                                     | {\displaystyle 4.294.080.000}       |
| Acrescentem-se os Sandhis, ou seja, os intervalos entre os reinados dos Manus, intervalos equivalentes a seis Mahâ Yugas, ou  | {\displaystyle 25.920.000}          |
| O total dos reinados e interregnos dos quatorze Manus é de 1 . 000 Mahâ Yugas, perfazendo um Kalpa, isto é, um Dia de Brahman | {\displaystyle 4.320.000.000}       |
| Como uma Noite de Brahman tem igual duração, um Dia e uma Noite de Brahman contém                                             | {\displaystyle 8.640.000.000}       |
| 360 de tais Dias e Noites de Brahman constituem um Ano de Brahman, que se eleva a                                             | {\displaystyle 3.110.400.000.000}   |
| 100 destes Anos formam o período completo da Idade de Brahman, isto é, o Mahâ Kalpa                                           | {\displaystyle 311.040.000.000.000} |

### Antropogênese
A antropogênese descreve a origem e evolução da humanidade. Nela são descritas as diversas raças humanas (chamadas Raças-raiz) que já evoluíram neste planeta na atual Ronda.
Para Blavatsky, um mesmo elenco de almas evoluem no teatro da existência desde o início do Manvantara, até o seu final, quando então estas almas atingirão a perfeição espiritual. Assim, a Teosofia adota o conceito de transmigração das almas.
O livro afirma que evoluem em nosso Globo sete grupos humanos em sete regiões diferentes do Globo. Assim, Blavatsky defende uma origem poligenética do Homem.
A tese revolucionária de Blavatsky é, em uma época que não se supunha o Homem mais antigo que 100 mil anos, afirmar que o Homem físico tem mais de 18 milhões de anos de existência.
A antropogênese, descrita em "A Doutrina Secreta", opõe-se à evolução darwinista que era largamente aceita na época. Blavatsky não nega o mecanismo da evolução, mas não aceita que uma "força cega e sem objetivo" possa ter resultado no aparecimento do Homem. Para ela, a criação do Homem deu-se por meio de esforços conscientes de seres divinos, que ela chama de Dhyan-Chohans, que são a origem da Mônada que habita todo ser humano.
Blavatsky não nega que a evolução dos animais e do Homem estão relacionadas. No entanto, ela alega que os homens não são primatas, como afirma a teoria da evolução. Ao contrário, para Blavatsky, os primatas são descendentes de antigas raças humanas que se degeneraram, ou seja, os primatas descendem do homem.
Segundo o livro, a criação e evolução do Homem ocorre de forma semelhante à cosmogênese. Então, cada evento que ocorreu na cosmogênese tem seu equivalente na antropogênese. Assim, por exemplo, também o Homem é hermafrodita em seus primeiros estágios (como o Brahmâ Masculino-Feminino da cosmogênese), até que se divide em Macho e Fêmea no final da terceira Raça-raiz (Lemuriana) e início da quarta raça, que Blavatsky chamou de Atlante. Segundo a autora, este fato está relatado de forma alegórica no livro do Gênesis, quando ele relata o momento em que Deus retira a mulher da costela de Adão.
Como no caso da cadeia planetária, em que o ciclo de existência e evolução desce desde o primeiro Globo, mais etéreo, até o quarto Globo, o mais denso, para então retornar até o sétimo, novamente etéreo, também a evolução humana se processa em um ciclo que inicia com a primeira raça que era etérea, até a Lemuriana (a terceira raça), a primeira raça a possuir corpo físico, e então retornando até a sétima raça que será novamente etérea.
A criação do Homem é apresentada como uma "queda na matéria". Blavatsky inspira-se nos mitos de "rebelião nos céus" do Catolicismo e na mitologia grega, com Prometeu, que rouba o fogo de Vulcano para dar vida aos homens (que haviam sido criados por seu irmão Epimeteu, que não fora capaz de lhes dar a consciência) e é condenado por Zeus a ficar acorrentado no Cáucaso. Para Blavatsky, estes mitos são ecos de antigas tradições sobre a queda dos seres divinos na humanidade primitiva, para dar aos homens a alma imortal, a consciência divina.
Para Blavatsky, a criação do Homem é dual. Primeiro foram feitos seus princípios inferiores (pelos Elohim inferiores), depois lhe foi infundido o "sopro de vida", sua Alma Imortal, sua consciência.
Seres divinos mais avançados, chamados, no livro, de Kumaras, foram incumbidos com a tarefa de criar o Homem: no entanto, eles se negaram a fazê-lo pois, sendo demasiadamente espirituais, eram incapazes de criar o Homem físico. Assim, hierarquias de seres menos avançados (os Pitris lunares) criaram o Homem, emanando-o a partir de seu próprio corpo astral (que serviu como molde). Eram, contudo, incapazes de lhe dar sua Alma Imortal, a consciência. Então, os Kumaras, associando-se a estes seres humanos primitivos, forneceram o sopro divino (como no Gênesis, quando Deus coloca o sopro de vida no Adão "feito de barro"), a Alma Imortal do Homem. Acabaram condenados a ficar presos na matéria, como o Prometeu acorrentado no Cáucaso.
Ecos destes eventos aparecem de forma alegórica, segundo Blavatsky, no mito Católico da "rebelião nos céus" e na "expulsão dos anjos maus". Estes "anjos maus" ou "rebeldes" são aqueles que se recusaram a criar e foram "expulsos dos céus" e "lançados no abismo" (a matéria). Então, no dizer de Blavatsky, os deuses tornaram-se não-deuses, os suras tornaram-se asuras.

### Os sete princípios do Homem
Um princípio, para a Teosofia, é um começo, um fundamento, uma fonte e uma essência de onde as coisas procedem. Princípios são assim as essências fundamentais das coisas. Estes princípios, tanto no Homem quanto na natureza, são teosoficamente enumerados como sete.
Segundo a Teosofia, o sete é o número fundamental da manifestação, frequentemente encontrado em diferentes cosmogonias, assim como nos dogmas de diversas religiões e na tradição de muitos povos antigos.
O Homem, assim como a natureza, é chamado de saptaparna (planta de sete folhas), simbolizado geometricamente por um triângulo sobre um quadrado. Nesta constituição setenária, podemos entender o Atman como a coroa que encima a constituição humana (a ponta superior do triângulo), fornecendo-lhe o seu espírito imortal.
Segundo Blavatsky, o Absoluto emana de si raios, que são chamados, no livro, de Mônadas ou Atman. Estas Mônadas são a Essência Imortal do Homem. Assim, a Essência que forma o Homem, o seu Espírito, é da mesma natureza do Absoluto, a Deidade Una.
O Atman, com o objetivo de individualizar-se, emana de si um princípio mais denso chamado Budhi. Esta díade Atman-Budhi reveste-se de princípios cada vez mais densos, e em número de sete:
1. Sthula Sharira - O corpo físico, corpo denso;
2. Linga Sharira - O corpo astral, duplo etérico;
3. Prâna - O corpo vital;
4. Kâma-Manas - Mente dominada pelo desejo.
5. Manas - Nossa Alma Humana, tendo relação com Mahat, Mente Universal. É o elo entre a Díade Atman-Budhi e nossos princípios inferiores;
6. Budhi - Nossa Alma Espiritual;
7. Atman -  Primeira irradiação de Atman ou Ovo Áurico. Puro Espírito, Monada, Essência Divina.

### Raças-raiz
Segundo a autora, os primeiros homens não possuíam um corpo denso. As primeiras raças tinham um corpo sutil, etéreo, imenso e ainda sem forma bem definida. À medida que avançou a evolução do Homem, o seu corpo tornou-se mais denso em uma sucessão de estágios, assumindo a forma que tem hoje.
As cinco Raças-raiz apresentadas no livro são:
1. "Nascidos por Si Mesmos" ou "Sem Mente" - Esta raça apareceu há 300 milhões de anos e viveu em um continente que Blavatsky chamou de "A Ilha Sagrada e Imperecível". Os homens desta raça eram imensos e não possuíam nem corpo físico (eram seres etéreos), nem mente. A reprodução ocorria por cissiparidade (algo semelhante ao que ocorre com as amebas). Como esta raça não era mortal, ela não desapareceu, apenas converteu-se na próxima, os "Nascidos do Suor";
2. "Nascidos do Suor" ou "Sem Ossos" - Eles viveram em um continente chamado "Hiperbórea". Nesta raça apareceu um rudimento de mente, no entanto, ainda não havia uma ponte entre espírito e matéria para a mentalidade. Ao final do seu período de evolução, esta raça converteu-se na seguinte, a "Nascidos do Ovo". As duas primeiras raças são chamadas de raças semidivinas;
3. "Nascidos do Ovo" ou "Lemuriana" - Viveram em um continente chamado "Lemúria". Esta raça era inicialmente hermafrodita e reproduziam-se por meio de um ovo que se desprendia do corpo. Esta raça passou por grandes transformações durante o seu período evolutivo. Ao final do seu período, o Homem tornou-se mortal, consolidando-se o corpo físico e a reprodução sexuada como se conhece hoje (então esta raça desapareceu, convertendo-se na raça atlante);
4. "Atlante" - Eles são os gigantes que viveram há 18 milhões de anos, em um continente chamado "Atlântida" A raça atlante representou o ponto mediano da evolução nesta atual Ronda. A Atlântida, assim como os seus habitantes, foi destruída por um cataclismo;
5. "Ariana" - Segundo Blavatsky, a raça Ariana, a atual raça-raiz, existe há aproximadamente 1 milhão de anos.

Respondendo por que não foram encontrados registros fósseis das raças anteriores à ariana, Blavatsky alega que as primeiras raças eram etéreas, sem corpo denso que pudesse deixar fósseis. Quanto à raça atlante, disse que os fósseis estavam no fundo do oceano, à espera de serem encontrados.

## Interpretação de raças humanas
Considerando populações contemporâneas sob o conceito de raças-raiz, a autora afirma:
A humanidade está obviamente dividida em homens informados de Deus e criaturas humanas inferiores. A diferença intelectual entre os arianos e outras nações civilizadas e selvagens como os habitantes das ilhas do Mar do Sul é inexplicável por qualquer outro motivo. Nenhuma cultura, nem gerações de treinamento em meio à civilização, poderiam elevar espécimes humanos como os bosquímanos, os Vedas do Ceilão e algumas tribos africanas ao mesmo nível intelectual que os arianos, semitas e os chamados turanianos. A "centelha sagrada" está faltando neles e são eles as únicas raças inferiores no globo, agora felizmente - devido ao ajuste sábio da natureza que sempre trabalha nessa direção - morrendo rapidamente. Na verdade, a humanidade é "de um só sangue", mas não da mesma essência. Nós somos a estufa, plantas artificialmente aceleradas na natureza, tendo em nós uma centelha, que nelas está latente.
Ainda, Blavatsky observa:
Dessas criaturas semi-animais, os únicos remanescentes conhecidos pela Etnologia foram os tasmanianos, uma parte dos australianos e uma tribo das montanhas na China, cujos homens e mulheres são inteiramente cobertos de pêlos. Eles foram os últimos descendentes de uma forma direta linha dos lemurianos dos últimos dias semi-animais referidos. Há, no entanto, um número considerável de povos mistos Lemuro-Atlantes produzidos por vários cruzamentos com tais linhagens semi-humanas - por exemplo, os homens selvagens de Bornéu, os Vedas do Ceilão , classificado pelo Prof. Flower entre os arianos (!), a maioria dos australianos restantes, bosquímanos, negritos, selvagens das Ilhas Andamão, etc.
Blavatsky também afirma que "a doutrina ocultista não admite divisões como o ariano e o semita, aceitando até mesmo o turaniano com amplas reservas. Os semitas, especialmente os árabes, são arianos mais tardios - degenerados em espiritualidade e perfeitos em materialidade". Ela também conecta a raça física com atributos espirituais constantemente ao longo de suas obras:
A história esotérica ensina que os ídolos e sua adoração morreram com a Quarta Raça, até que os sobreviventes das raças híbridas desta (chineses, negros africanos etc.) gradualmente trouxeram a adoração de volta. Os Vedas não apresentam ídolos; todos os escritos hindus modernos apresentam.
De acordo com Blavatsky, "Os mônadas dos espécimes mais baixos da humanidade (o selvagem de "cérebro estreito" das ilhas do mar do sul, o africano, o australiano) não tinham Carma para desenvolver quando nascidos como homens, como seus irmãos mais favorecidos em inteligência tinha".

Ela também profetiza sobre a destruição das "falhas da natureza" raciais à medida que a "raça superior" ascende:
Assim, a humanidade, raça após raça, realizará seu ciclo de peregrinação designado. Os climas vão, e já começaram, a mudar, a cada ano tropical após o outro, eliminando uma sub-raça, mas apenas para gerar outra raça superior no ciclo ascendente ; enquanto uma série de outros grupos menos favorecidos - os fracassos da natureza - irão, como alguns homens individualmente, desaparecer da família humana sem mesmo deixar um rastro para trás

## Recepção
O historiador Ronald H. Fritze escreveu que A Doutrina Secreta apresenta uma "série de ideias rebuscadas sem o apoio de qualquer pesquisa histórica ou científica confiável". De acordo com Fritze:
Infelizmente, a base factual do livro de Blavatsky não existe. Ela alegou ter recebido suas informações durante transes nos quais os Mestres dos Mahatmas do Tibete se comunicaram com ela e permitiram que ela lesse o antigo Livro de Dzyan. O Livro de Dzyan foi supostamente composto na Atlântida usando a língua perdida senzar, mas a dificuldade é que nenhum estudioso de línguas antigas na década de 1880 ou desde então encontrou a menor referência passageira ao Livro de Dzyan ou à língua senzar.
Estudiosos e céticos criticaram A Doutrina Secreta por plágio. Diz-se que foi fortemente influenciado por obras ocultas e orientais.
L. Sprague de Camp em seu livro Lost Continents escreveu que as principais fontes de Blavatsky foram "a tradução de H. H. Wilson do Vishnu Purana, antiga obra indiana; World Life; or, Comparative Geology de Alexander Winchell; Atlantis, de Donnelly; outras obras científicas e pseudocientíficas contemporâneas, e trabalhos ocultos, plagiados sem crédito e usados de uma maneira desajeitada que mostrava um conhecimento profundo dos assuntos em discussão". Camp descreveu o livro como uma "massa de plágio e falsidade".
O livro também foi acusado de antissemitismo e criticado por sua ênfase na raça. A historiadora Hannah Newman observou que o livro "denigre a fé judaica como prejudicial à espiritualidade humana". O historiador Michael Marrus escreveu que as idéias raciais de Blavatsky "poderiam ser facilmente mal utilizadas" e que seu livro ajudou a fomentar o anti-semitismo na Alemanha durante a Segunda Guerra Mundial.

## Outras obras de H.P. Blavatsky
- Ísis Sem Véu (1877)
- Glossário Teosófico (1892)
- A Chave para a Teosofia (1889)
- A Voz do Silêncio (1889)